# HD ready

HD-ready-Label

HD ready [eɪtʃˈdiː ˈɹɛdi] (engl. „Bereit für HD“) ist ein von der European Information, Communications and Consumer Electronics Industry Technology Association (EICTA) Anfang 2005 geschaffenes Label für Geräte, die hochauflösendes Fernsehen (HDTV) wiedergeben können. Das „HD ready“-Logo ist zurzeit das einzige herstellerübergreifende Siegel in Europa, das eine Mindestkonfiguration für HDTV-Equipment ausweist.

## Anforderungen
Ein Hersteller durfte ein Anzeigegerät mit dem „HD ready“-Logo versehen, wenn es
- eine native 16:9-Auflösung von mindestens 720 Zeilen hat,
- über (mindestens) einen analogen YPbPr-Komponenteneingang verfügt,
- (mindestens) einen HDCP-verschlüsselungsfähigen digitalen Eingang (DVI-D/-I oder HDMI) besitzt und
- über beide Eingänge (jeweils bei 50 und 60 Hertz, beim digitalen unverschlüsselt und verschlüsselt)
  - Vollbilder von 1280 × 720 Pixeln (720p) und
  - Halbbilder von 1920 × 1080 Pixeln (1080i) annehmen kann.

Das Empfangsteil bleibt dabei unberücksichtigt.
Das HDTV-Signal kommt also von einer externen Set-Top-Box (HD-STB) über die erwähnten Eingänge, die als Anschlussbuchsen ausgeführt sind, zum Anzeigeteil. Auf Geräte, die in sich (wie beim analogen Antennen- und Kabelfernsehen) Bildschirm und HDTV-Empfänger vereinen („HD IRD“), trifft das Siegel nur bedingt zu. Für diese kombinierten und reinen Empfangsgeräte gibt es ebenfalls von der EICTA definiert das ähnlich aussehende Logo „HD TV“.

### Hintergrund

Weltkarte mit Darstellung der Nutzung von Bildwiederholraten bei HDTV. Durch das „HD-ready“-Label können auch aus 60Hz-Ländern Signale unverändert angezeigt werden. (Stand: 2006)

Vor Einführung des Logos gab es mit dem HDCP-Kopierschutz zwei generelle Probleme:
- Die meisten Display-Hersteller bewarben ihre Geräte zwar mit HDCP-Eignung, in den technischen Daten oder in der Bedienungsanleitung wurde jedoch nicht darauf hingewiesen.
- Auch wenn Ausgang an Gerät A und Eingang an Gerät B beide HDCP unterstützen sollten, gab es entweder kein Bild oder Bildstörungen, verursacht durch Probleme bei der Implementierung von HDCP.

Dies führte dazu, dass die von den Rechteinhabern vehement geforderte HDCP-Fähigkeit von Bildschirmen faktisch nicht gegeben war.
Die genannten Anforderungen sollen den Käufer offenbar für alle Eventualitäten rüsten, um das Vertrauen in die Technik zu stärken. Das neue Logo soll vermutlich das Bewusstsein wecken: Wer in Zukunft hochauflösendes Fernsehen oder Video schauen möchte, der braucht ein Gerät mit Eignung HD-ready. Dafür werden auch erhöhte Herstellungskosten in Kauf genommen.
Es ist nicht sicher, ob es in Europa weiterhin nur 50-Hertz-Ausstrahlungen und -Medien geben wird, und sowohl 720- als auch 1080-Zeilen-Formate können eingesetzt werden. Daher der Zwang zur Unterstützung von vier Formaten (720p50/60, 1080i50/60). Das Logo wird so bisher oft als HD-fähig beworbenen Anzeigegeräten verweigert, die entweder
- nicht alle oben genannten Formate akzeptieren, obwohl sie sie physikalisch ausreichend darstellen könnten, oder
- zwar alle HD-Signale auswerten, aber sie auf ihre physikalische 16:9-Auflösung von weniger als 720 Zeilen herunterskalieren (siehe EDTV).

Bestehende Quellen benutzten häufig analoge Schnittstellen zur Übertragung, doch verstärkt finden digitale Verfahren Verwendung, die die potentiell qualitätsmindernde Digital-Analog-Digital-Konvertierung überflüssig machen, weswegen das Logo beide voraussetzt. Die HD-STBs (DVB, HD DVD, Blu-ray, Spielkonsolen etc.) setzen für nicht qualitätsreduzierte Bilder den Kopierschutz HDCP voraus, wenn entsprechende DRM-Steuerungsanweisungen im Datenstrom vorliegen (z. B. Broadcast Flag). HDCP funktioniert nur über digitale Schnittstellen. Viele Anzeigegeräte mit DVI-Eingang wurden bisher u. a. aus Kostengründen nicht mit solcher Kopierschutzunterstützung ausgerüstet, aber „HD ready“ verlangt die Fähigkeit ausdrücklich. HDMI, das andere, kleinere Stecker als DVI verwendet, aber protokollkompatibel zu diesem ist, setzt hingegen stets HDCP voraus.
Die EICTA-Normen zu HDTV gehen von analogen Komponentensignalen in entweder RGB- oder YPbPr-Kodierung aus. Die Rechteinhaber der Filmwirtschaft wollen diese Normen aber wegen des fehlenden Kopierschutzes per HDCP faktisch umgehen. Daher findet man die neuen oder geplanten Angebote zu hochauflösendem Fernsehen oder Videoinhalten oft nur in Zusammenhang mit der Buchstabenkombination „HD“ für „high definition“, aber nicht als „HDTV“-Angebote.

### Kosten und Zertifizierungsprozess
Für jährlich 1000 Euro (im ersten Jahr 2000) erhielt ein Lizenznehmer das Recht, das Logo mit bis zu drei Marken verwenden zu dürfen. Nur der Hersteller war dafür verantwortlich, dass so gekennzeichnete Geräte die Vorgaben tatsächlich einhalten. Eine Prüfung seitens der EICTA fand nicht statt, aber Dritte (z. B. Fachzeitschriften) zogen die Kriterien für ihre Tests heran. Es sind bereits mehrfach Verstöße gegen die Lizenzbedingungen bekanntgeworden, die allerdings keine Strafzahlungen nach sich zogen. Obwohl es bisher nicht gerichtlich geklärt worden ist, bleibt anzunehmen, dass eine Nichterfüllung der mit dem Siegel verbundenen Anforderungen den Kunden zum Rücktritt berechtigt.

## Bewertung

### Kopierschutz
Kopierschutzkritiker werfen der EICTA vor, mit der Voraussetzung von HDCP die Grundlage für dessen breite Einführung schaffen zu wollen, was wiederum die Basis für Digital Rights Management (DRM) schafft.
Künftige Empfangs- und Abspielgeräte werden über andere Ausgänge (analog oder ungeschützt digital) je nach DRM-Vorgaben keine oder nur qualitativ verminderte Video- und Tonsignale ausgeben. Damit bekämen bestehende Geräte ohne HDCP, die damit nicht zu „HD ready“ konform sind, u. U. schlechtere Signale als sie eigentlich darstellen können oder im Extremfall gar keine. 
Die Verfügbarkeit von Bildschirmgeräten mit HDCP-Fähigkeiten erlaubt es Sendern, ein sogenanntes Broadcast-Flag für das Aktivieren von HDCP zu verwenden, falls beim Empfänger eine Set-Top-Box vorhanden ist, die dieses Signal verarbeiten kann. So hat der deutsche Bezahlfernsehsender Premiere Anfang 2006 sein Premiere HD genanntes Senderangebot an die Bedingung geknüpft, dass neben einem (für das Broadcast-Flag empfänglichen) HD-Receiver mit der „Premiere-HD“-Zertifizierung für die Bildausgabe ein Fernseher mit dem HD-ready-Logo erforderlich ist. Der im Mai 2006 gestartete Sender Anixe HD nutzt ebenfalls die gleiche Steuerungsmöglichkeit wie Premiere, um über ein Broadcast-Flag die Premiere HD-tauglichen Receiver zum Aktivieren der HDCP-Verschlüsselung zu bringen und die analogen Bildausgänge auf PAL herunterzuskalieren. Die mittlerweile wieder eingestellten MPEG-2-HD-Sender Sat.1 HD und ProSieben HD sendeten 2006 noch ohne HDCP-Aktivierung, erhielten aber auch nur selten HDTV-Übertragungsrechte. Auch der britische Bezahlfernsehen-Anbieter Sky HD bietet HDTV-Kanäle an, die analoge Bildausgänge in ihrer Signalqualität verringern und HDCP aktivieren.

### Qualität
Die meisten zurzeit verkauften Geräte mit „HD ready“-Siegel sind WXGA-Flüssigkristallbildschirme (LCD) mit Auflösungen von 1280 × 720 oder 1368±8 × 768 Pixeln bei 60 Vollbildern pro Sekunde, die Signale im Zeilensprungverfahren (576i, 1080i) erst umrechnen müssen.
| Anzeige | Signal  | Signal     | Signal     | Signal     |
| Anzeige | 576     | 576        | 720        | 1080       |
| ------- | ------- | ---------- | ---------- | ---------- |
| 480     | × 5/6   | × 3/4 + 48 | × 2/3      | × 4/9      |
| 540     | × 15/16 | − 36       | × 3/4      | × 1/2      |
| 576     | –       | –          | × 4/5      | × 8/15     |
| 576     | –       | –          | × 3/4 + 36 | × 1/2 + 36 |
| 600     | × 25/24 | + 24       | × 5/6      | × 5/9      |
| 720     | × 5/4   | × 4/3 − 48 | –          | × 2/3      |
| 768     | × 4/3   | × 4/3      | × 16/15    | × 32/45    |
| 768     | × 4/3   | × 4/3      | + 48       | × 2/3 + 48 |
| 1080    | × 15/8  | × 2 − 72   | × 3/2      | –          |

Die Qualität der dafür nötigen Deinterlacer wird von „HD ready“ nicht festgelegt und zwar weder für 1080i noch für die SDTV-Auflösungen 576i50 und 480i60. Einige Kritiker meinen, dies hätte geschehen sollen, da viele Geräte hier Schwächen offenbaren. Allerdings würde dies aufwendige und subjektive Testverfahren erfordern, die nicht wie alle anderen Kriterien leicht nachprüfbar entweder erfüllt werden oder nicht.
Die Unterstützung von Vollbildsignalen mit 1080 Zeilen (1080p) und kinotypischen 24 Hz bzw. 25 Hz wird nicht explizit verlangt (siehe auch „Full HD Ready“). Es existiert mit progressive with segmented frames (psF) zwar ein zu 1080i kompatibles Verfahren, um ein Vollbild als zwei Halbbilder mit identischem Zeitindex zu übertragen, aber für die Verleihung des Logos ist eine Erkennung dieses Verfahrens, das auf progressiven Anzeigegeräten nur die einfachste Form des Deinterlacings (Weaving) benötigt, ebenfalls keine Voraussetzung, so dass einige konforme Geräte unnötig aufwendige Interpolationen durchführen könnten, die die Qualität mindern statt zu verbessern.

### Selbstzertifizierung
Es wird nicht regelmäßig überprüft, ob die Hersteller sich an die verlangten Vorgaben halten. Es entspricht somit keinem unabhängigen Prüfsiegel, sondern setzt auf Selbstkontrolle des Herstellers und des Kunden sowie der Fachpresse. Das „HD ready“-Label hat keinen behördlichen oder gar gesetzlichen Status. Es sind bereits mehrere Hersteller und Händler aufgefallen, die Geräte mit dem „HD ready“-Logo versehen, welche den geforderten Mindestansprüchen nicht genügen.

## Variante „HD ready 1080p“

HD-ready-1080p-Label

Häufig verwendetes Logo vor der Einführung von HD ready 1080p

EICTA hat am 30. August 2007 ein zusätzliches Label eingeführt. Das neue Logo entspricht dem „HD ready“-Logo und wurde um eine dritte Zeile mit dem Text „1080p“ erweitert. Viele Hersteller hatten bereits eigene Labels wie „Full HD“ eingeführt, da es jedoch nach Ansicht der EICTA kein „Full HD“ gibt (Full wäre ein endlicher Begriff), wurde daraus „HD ready 1080p“.
Ein Hersteller darf ein Anzeigegerät mit dem „HD ready 1080p“-Logo versehen, wenn es
- die Anforderungen des „HD ready“-Labels erfüllt und zusätzlich
- eine native 16:9-Auflösung von mindestens 1080 Zeilen und 1920 Spalten hat,
- über die digitalen Eingänge zusätzlich das Format Vollbilder von 1920 × 1080 Pixeln (1080p) mit 50, 60 und zusätzlich auch 24 Hertz akzeptiert und
- über die digitalen Eingänge einen Modus anbietet, welcher 1080p-Bilder pixelgenau anzeigt, also ohne das analoge Relikt der Overscan-Darstellung.